# Geographiedidaktik
Die Geographiedidaktik ist eine Fachdidaktik, die sich speziell mit dem Lehren und Lernen, den fachlichen Inhalten und Methoden der Vermittlung geographischen und geowissenschaftlichen Wissens beschäftigt. Als Klammer ist sie zwischen der Fachwissenschaft und der unterrichtlichen Praxis der Schulgeographie angesiedelt. Ihre theoretischen Beiträge und Theoriediskussionen zeigen, welches fachliche Wissen unterrichtsrelevant ist und sein wird.
Hilfestellungen zu den (Unterrichts)methoden geben die zahlreichen Vermittlungsvorschläge, die durch eine eigene Lehr-Lern-Forschung überprüft werden.
Insgesamt trägt die Geographiedidaktik zur didaktischen Reduktion und Transformation, das heißt zu Auswahl und Aufbereitung des fachwissenschaftlichen Kenntnisstandes für Lern- und Unterrichtszwecke bei.

## Basiskonzepte der Geographie
Geographische Basiskonzepte stellen grundlegende Leitideen dar und strukturieren als „Grammatik des Faches“ die vielfältigen Zugangsmöglichkeiten zu raumbezogenen Fragestellungen und Phänomenen. Damit fungieren sie beim Lehren und Lernen geographischer Inhalte als Relevanzfilter.
Es werden folgende Basiskonzepte unterschieden:
1. Mensch-Umwelt-System
2. Struktur, Funktion, Prozess
3. Nachhaltigkeitsviereck
4. Maßstabsebenen
5. Zeithorizonte
6. Vier Raumkonzepte

Die Verwendung der geographischen Basiskonzepte in der Lehre und zum Lernen wird durch die Nutzung einer für mobile Geräte erstellten Web-Applikation gefördert.

## Lehrstühle und Verbandsarbeit
Die Geographiedidaktik ist an einigen deutschen, österreichischen und schweizerischen Hochschulen, die Lehrerausbildung betreiben, mit eigenen Lehrstühlen vertreten.
Der Verband Deutscher Schulgeographen (VDS), organisiert nach Bundesländern und Fachgruppen (Schularten), dominiert von Gymnasiallehrern, versteht sich als fachspezifische Interessenvertretung, z. B. gegenüber der Kultusbürokratie, dient als Kommunikationsforum der Geographielehrer/-innen untereinander und betreibt eine angewandte (schulpraktische) Forschung. Ehrenmitglied war viele Jahre der Oberstudienrat Richard Bitterling der an der Berliner Leibniz-Schule unterrichtete. Bis zum 30. „Deutschen Schulgeographentag“ in Bremen im Jahr 2006 richtete der Verband alle zwei Jahre an verschiedenen Orten Deutschlands, Österreichs und der Schweiz den „Deutschen Schulgeographentag“ aus und war beim ebenfalls im zweijährlichen Turnus tagenden Kongress „Deutscher Geographentag“ durch eigene Fachsitzungen vertreten. In Österreich heißt das Schulfach Geographie und Wirtschaftskunde (zur Fachdidaktik in Österreich siehe bei diesem Stichwort dort mehr). Seit 1978 gibt ein Verein für Geographie und Wirtschaftserziehung die repräsentative Fachdidaktikzeitschrift GW-Unterricht heraus. Unregelmäßig findet man auch schulgeographiebezogene Beiträge in den Mitteilungen der Österreichischen Geographischen Gesellschaft. Dort findet man auch eine bibliographische Zusammenstellung des österreichbezogenen fachdidaktischen Schrifttums der letzten drei Jahrzehnte. Seit dem „Deutschen Geographentag“ in Bayreuth (2007) tritt der VDS in Kooperation mit anderen geographischen Fachverbänden als Veranstalter dieser Kongresse auf, bietet jedoch darüber hinaus weiterhin landesspezifische Schulgeographentage seiner Landesverbände an.
Der Hochschulverband für Geographiedidaktik (HGD) betreibt die universitäre geographiedidaktische Forschung und gibt zwei eigene Schriftenreihen heraus: aperiodisch Geographiedidaktische Forschungen und das Vierteljahresperiodikum Zeitschrift für Geographiedidaktik (ZGD) und die Schriftenreihe Geographiedidaktische Forschungen (GDF). Die Deutsche Gesellschaft für Geographie (DGfG) gibt die nationalen Bildungsstandards für das Fach Geographie heraus und aktualisiert sie seit 2006 laufend (diese sind in deutscher als auch in englischer Fassung verfügbar).
Der inhaltliche Wandel der Geographiedidaktik bzw. Schulgeographie lässt sich am Beispiel des Deutschen Geographentages 2013 in Passau deutlich ablesen. Standen bei der Gründung des VDS im wilhelminischen Kaiserreich noch vaterländische Erdkunde und Länderkunde im Fokus der Interessen, gestalten die Schulgeographen jetzt drei eigene Leitthemensitzungen mit den Themen „Bildung für eine Nachhaltige Entwicklung“, „Interkulturelles Lernen“ und „Medien im Geographieunterricht“ sowie darüber hinaus 18 Fachsitzungen zur Fachdidaktik bzw. Schulgeographie.
2015 fand der Deutsche Kongress für Geographie (DKG) (bis 2015 Deutscher Geographentag) in Berlin erstmals mit einem „Tag der Schulgeographie“ statt. In Folge wird der „Deutsche Kongress für Geographie“ (DKG) alle vier Jahre veranstaltet, zuletzt 2023 in Frankfurt/Main. Die dortigen Fachsitzungen werden gleichermaßen von Fachgeographen und Fachdidaktikern organisiert und durchgeführt. Im Rahmen des Kongresse vergibt der Hochschulverband für Geographiedidaktik (HGD) seinen wichtigsten wissenschaftlichen Preis, den HGD Dissertationspreis, der je nach Bewerberlage alle zwei oder vier Jahre vergeben wird. Die deutsche Schulgeographie vergibt mit ihren Verbänden in diesem Rahmen den Innovationspreis für Schulgeographie (Fritjof-Voss-Stiftung).
Da das Fach Geographie in einigen Bundesländern durch eine Zusammenlegung mit anderen Unterrichtsfächern wie Geschichte und Politik sowie durch Kürzungen in den Stundentafeln andere Bundesländer seit mehreren Jahren zunehmend unter Druck steht, wurde die „Roadmap 2030-Initiative“ durch den Hochschulverband für Geographiedidaktik (HGD) begründet in Zusammenarbeit mit Vertretern der Lehrerverbände und der Fachwissenschaft. Ziel der Initiative ist es durch Aktivitäten in verschiedenen politischen, universitären und schulischen Feldern die Geographie in der schulischen Praxis dauerhaft zu stärken, indem der Beitrag des Faches zu geographische Megathemen wie Klimawandel, Migration etc. im Fokus der Öffentlichkeit stehen.

## Geographiedidaktische Forschungsfelder seit der Kompetenzorientierung
Die nationalen Bildungsstandards für das Fach Geographie wurden von der Deutschen Gesellschaft für Geographie (DGfG) herausgegeben und werden seit 2006 laufend aktualisiert; seit den Ergebnissen PISA-Studien stellen Bildungsstandards die Voraussetzung dar für die Forschung zu Kompetenzmodellen als Voraussetzung für die Entwicklung von forschungsbasierten unterrichtlichen Fördermaßnahmen. Während kompetenzorientierte Lehrpläne heute in allen Bundesländern verbreitet sind, verfügen die wenigsten Schulfächer über Kompetenzmodelle, die Lehrkräfte in einem kompetenzorientierten Unterricht unterstützen würden; eine Übersicht zu den Lehrplänen in Deutschland findet man auf dem deutschen Bildungsserver oder die Lehrplandatenbank der Kultusminister-Konferenz. Die Diskussion um die fachdidaktischen Konzeptionen kann man in den Reaktionen auf Lehrplanentwicklungen nachvollziehen, bzw. sieht man darin auch unterschiedliche Frontstellungen: So etwa aktuell anhand der Lehrplanentwürfe für Berlin-Brandenburg und den Argumentationslinien in dazu laufenden Petitionen von Fachlehrern.
Fachdidaktische Diskussionen seit den PISA-Studien drehen sich vor allem um die Entwicklung von Kompetenzmodellen sowie Aufgabenformaten und Lernsettings zur kompetenzorientierte Unterrichtsentwicklung. So auch im Feld der großen Zukunftsthemen, in dem sich Geographieunterricht besonders engagiert. Bei Fragen nach dem Umgang mit Globalen Herausforderungen im Geographieunterricht geht es entsprechend ebenfalls um die Wirksamkeit, d. h. darum, wie Schülerinnen und Schüler in der Arbeit an Zielen für nachhaltige Entwicklung (SDGs) am besten erreicht und beteiligt werden. Hierbei werden verschiedene Positionen diskutiert, die sich kritisch mit dem Ansatz der Problemorientierung im Unterricht auseinandersetzen. So fordert der Geographiedidaktiker Thomas Hoffmann einen lösungsorientierten Ansatz im Geographieunterricht zu verfolgen, da das klassische problembasierte Lernen, das konstruktivistischen, handlungsorientierten Lerntheorien zu Grunde liegt, gerade in Bezug auf kritische Zukunftsthemen bei Schülerinnen und Schülern Frustration und Überforderung hervorrufe. Vertreterinnen und Vertreter einer transformativen Didaktik schließen hingegen an das transformative Lernen nach Jack Mezirow an, bei dem die Veränderung individueller Bedeutungsperspektiven für die Bewertung bzw. Einordnung neuer Erfahrungen und Erkenntnisse im Zentrum steht.
Unterrichtsmethoden in der Geographiedidaktik sind ein weiteres Forschungsfeld, das bereits vor der Kompetenzorientierung von Bedeutung war. Auf der Grundlage von Motivationstheorien wurden Strategien bzw. Methoden entwickelt, um den Unterricht interessanter zu gestalten und die Lernenden zu motivieren. So hat die britische Gruppe Thinking Through Geography (dt.: „Denken lernen mit Geographie“) Geographieunterrichtsstunden und Methoden entwickelt, welche offene Aufgaben enthalten, von den Schülerinnen und Schülern kooperative Gruppenarbeit verlangen und sich stark auf die Art und Weise konzentrieren, wie die Aufgaben gelöst werden. Beispiele für diese Methoden wurden in den Büchern Thinking Through Geography und More Thinking Through Geography vorgestellt. David Leat beschreibt die Mystery-Methode als die wahrscheinlich beste Thinking Through Geography Strategie. In dem Band Diercke Methoden – Denken lernen mit Geographie sind diese Strategien bzw. Methoden in deutscher Sprache beschrieben und an Beispielen erläutert. Diese Methoden werden auch im Zusammenhang mit SDGs und Globalem Lernen verwendet. Der Thinking-Through-Ansatz hat die deutschsprachige Geographiedidaktik vor allem in der Erforschung des systemischen Denkens bereichert, insbesondere hinsichtlich der Bearbeitung doppelt-komplexer Fragestellungen, die sowohl faktische als auch ethische Aspekte umfassen. Bildungsinitiativen wie das Globale Lernen und die Bildung für nachhaltige Entwicklung spielen hierbei eine wichtige Rolle, indem sie Wege aufzeigen, wie Kinder, Jugendliche und junge Erwachsene dazu befähigt werden können, Verantwortung für die Lösung aktueller und zukünftiger Probleme zu übernehmen. Die Forschung konzentriert sich einerseits auf kognitive Kompetenzen und die konzeptionelle Erfassung komplexer Inhalte, andererseits auf volitionale und motivationale Aspekte sowie die Förderung sozialer, moralischer und demokratischer Kompetenzen im Geographieunterricht. Dabei werden sowohl die Lernenden als auch die Lehrenden betrachtet, um herauszufinden, wie sie durch didaktische Konzepte und entsprechendes Unterrichtsmaterial bestmöglich unterstützt werden können. In den Untersuchungen bestätigten sich die Annahmen, die Leat in seiner theoretisch-konzeptionellen Arbeit aus den Praxisbeiträgen ableitete. Insbesondere die Qualität der Beziehung zwischen Lehrperson und Lernenden, der Einsatz von Denkstrategien, die Verbindung von Ziel-, Inhalts- und Handlungsstruktur sowie die Förderung von Metakognitionen erweisen sich als entscheidende Elemente bei der Planung und Durchführung von Lernaufgaben. 